# Fondazione Rosselli
La Fondazione Rosselli è stato un istituto di ricerca torinese,  indipendente e senza fini di lucro. Portava il nome Rosselli, in ricordo del pensiero e dell'azione di Carlo e Nello Rosselli, assassinati in Francia nel 1937 per essersi opposti al fascismo.
Aldo Rosselli, figlio di Nello, fu uno dei fondatori, a Torino, il 1º luglio 1988. Tra gli altri suoi fondatori vi figuravano personalità del mondo della cultura e della politica fra cui Giuliano Amato, Norberto Bobbio, Giovanni Malagodi, Sandro Pertini, Giovanni Spadolini e Giuliano Urbani.

## Organizzazione e obiettivi
La fondazione aveva la sua principale sede a Torino in corso Giulio Cesare. Sedi minori e uffici di corrispondenza vennero aperti e poi chiusi nell'arco della sua storia rispettivamente a Roma, Milano, Palermo, New York, e Rabat.
L'obiettivo di questo istituto culturale, attraverso lo studio delle scienze sociali politiche ed economiche, era la ricerca intesa in senso empirico, ma la finalità della Fondazione è stata anche quella di essere al servizio della crescita del paese, nella convinzione che ciò permettesse un vantaggio competitivo, anche grazie all'apporto di tutti coloro che, tra contributori esperti e studiosi, offrirono un approccio alla cultura di tipo interdisciplinare. A tal fine la Fondazione operava attraverso pubblicazioni, borse di studio, convegni, seminari ed incontri finalizzati a favorire la discussione ed il confronto sui più svariati argomenti di carattere culturale, economico, politico e sociale e diretti indistintamente sia al vasto pubblico, sia agli addetti ai lavori, ciò con l'obiettivo di fornire risposte e soluzioni alle problematiche delle istituzioni pubbliche ma anche del sistema produttivo privato italiano.
Il tutto veniva attuato nella convinzione di una piena indipendenza ideologica, politica e finanziaria.

## Beni della Fondazione
La fondazione,  ora in liquidazione (da Settembre del 2015 Dott. Francesco Rizzuto) dispone, fra l'altro, di una biblioteca con circa 5000 volumi di economia, scienze sociali, psicologia, filosofia ed etica. Tra questi vanno annoverati preziosi manoscritti del '400 ma anche l'opera completa dell'illuminista Voltaire, inoltre gestiva direttamente la biblioteca OCSE..
Infine la Fondazione acquistò l'archivio della famiglia Rosselli..
Tale documentazione testimonia l'attività dei Rosselli dalla metà dell''800 alla seconda metà del '900 e comprende più di 20.000 carte fra manoscritti, appunti, bozze di studio, materiali vari relativi alle vicende della famiglia; nonché fotografie, pubblicazioni e periodici ed una vasta collezione di circa 150 autografi di statisti, patrioti e intellettuali fra i quali Cavour, Mazzini, Garibaldi, Gioberti, Giolitti, Pellico, Zola, D'Annunzio per citarne alcuni.

## Aree tematiche di studio
I settori di studio della fondazione sviluppavano queste specifiche aree tematiche:
- beni culturali;
- comportamento e complessità sociale ed economica;
- ricerca, innovazione e competitività;
- comunicazioni e media;
- pubblica amministrazione e servizi pubblici;
- finanza.